# ゲルト・フォン・ルントシュテット
カール・ルドルフ・ゲルト・フォン・ルントシュテット（Karl Rudolf Gerd von Rundstedt, 1875年12月12日 - 1953年2月24日）は、ドイツの陸軍軍人。第二次世界大戦中に軍集団司令官や総軍司令官などを務めた。最終階級は陸軍元帥。ドイツ国防軍の象徴的存在である。

## 経歴

### 出生
1875年にドイツ国領邦プロイセン王国ザクセン県（de）アッシャースレーベン(de)に軽騎兵将校ゲルト・フォン・ルントシュテット少将の息子として生まれた。
記録によるとフォン・ルントシュテット家は12世紀初めころにはハルバーシュタット司教(de)に仕える宮内長官であったという。その後一族の者がブランデンブルク辺境伯領へ移住し、ユンカーとなっていった。他のユンカーと同様、多くの軍人を輩出した名門軍人家庭であった。

### プロイセン軍人
ギムナジウムで学んだ後、1890年4月にベルリン・リヒターフェルデのプロイセン陸軍士官学校に入学した。
1892年3月に士官候補生(Fähnrich)としてカッセルの第83歩兵連隊に入営した。1893年6月に同連隊で少尉に任官。1900年3月には同連隊の連隊副官となる。1901年に大清帝国への遠征軍に従軍し、義和団の乱の鎮圧にあたった。帰国後の1902年10月にプロイセン陸軍大学(de)に入学し、半分以上が落第するという最難関の参謀課程を修了した。1902年に少佐の娘と結婚している。
1907年4月からプロイセン参謀本部に配属され、1910年からはカッセルの第11軍団に参謀として勤務。1912年には第171歩兵連隊の中隊の中隊長に就任。

### 第一次世界大戦
第一次世界大戦が開戦すると第22予備歩兵師団の参謀将校となり、西部戦線に従軍した。しかし病気を患ったことにより1914年12月には占領地ベルギーの軍政本部に転勤となった。またオスマン帝国に軍事顧問として派遣され、中近東でのイギリス軍との戦闘に作戦参謀として参加。親独国ながら後進国として軽蔑されがちだったトルコ人に偏見を持たず、彼らの国情や地形にあった戦略指導を行った。
1915年4月には東部戦線の第86歩兵師団の参謀長に就任した。しかし再び病により前線から下げられ、1916年夏まで占領地ポーランドの軍政本部に勤務した。その後、ハンガリーに送られ、オーストリア＝ハンガリー軍（Gemeinsame Armee）のカール大公軍集団に属する軍団の参謀長に就任し、カルパチア山脈の防衛線をロシア軍から守る戦いに参加した。
1917年秋にはロシア革命の混乱に乗じてロシア首都ペトログラードへ向かってどんどん進撃する第53軍団の参謀長に就任。ブレスト＝リトフスク条約で東部戦線が終結したのちの1918年3月に西部戦線の第15軍団の参謀長に転任した。
1918年代に二度プール・ル・メリット勲章受章の推薦を受けているが、結局受章できなかった。オスマンでの活躍がハンス・フォン・ゼークト大将に評価され、1918年12月には参謀本部へ呼び戻された。一次大戦が終わった時の階級は少佐だった。

### ヴァイマル共和政時代
戦後、兵力を10万人に制限されたヴァイマル共和政下の陸軍に選び残された。
彼は晩年、帝政を支持していたと語っているものの、自らの信条、政治に関わる事や国家元首に背く真似は出来ないとしてカップ一揆や政治色の強いフライコールに対して反対していた。
1920年には第3騎兵師団の参謀長に就任し、また中佐に昇進する。1923年に大佐に昇進し、シュテッティンの第2軍管区(de)と第2歩兵師団の参謀長となる。1925年にパーダーボルンの第18歩兵連隊の連隊長に着任した。1927年に少将に昇進し、1928年にはブレスラウの第2騎兵師団長に就任した。1929年に中将に昇進。
1932年2月にはベルリンの第3師団師団長と第3軍管区の司令官に就任。10月に歩兵大将に昇進。ついで12月には第1師団から第4師団までと第1騎兵師団を管轄する第1集団司令部(Gruppenkommando 1)の司令官に就任した。
1932年7月のフランツ・フォン・パーペン首相によるプロイセン州社民党政権の転覆（プロイセン・クーデター）の際には第3軍管区（ベルリン・ブランデンブルク）内での執行権が司令官ルントシュテットに委任されている。ルントシュテットはプロイセン州政府の庁舎を無血で制圧し、カール・ゼーフェリンクらプロイセン政府閣僚に罷免を通知した。

### ナチ党政権下

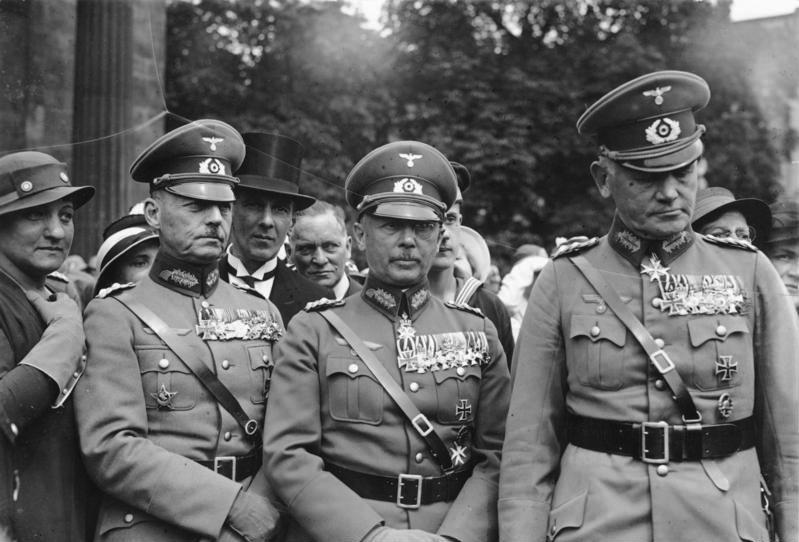
1934年、左からルントシュテット、フリッチュ、ブロンベルク

ナチ党政権下でも1938年までベルリンに駐留する第1集団司令部司令官を務め、陸軍の中枢人物で在り続けた。
ナチスの思想に完全に共鳴していたわけではないが、その軍拡路線には共感し、1934年の長いナイフの夜における突撃隊幹部の粛清も喜んでいた。ただこの事件で前首相クルト・フォン・シュライヒャー退役大将が粛清されたことについては反発し、事件後、クルト・フォン・ハンマーシュタイン＝エクヴォルト退役上級大将やエルヴィン・フォン・ヴィッツレーベン少将らとともに突撃隊幕僚長エルンスト・レームに事件の全責任を押し付けてシュライヒャーの名誉を回復しようと画策した。
軍の機械化については柔軟な思考をもっており、当時陸軍内で嫌われていたハインツ・グデーリアンの機甲戦術理論にも理解を示し、装甲師団創設への後押しをした。ただ彼は戦車が戦場の主役とは考えておらず、非常に有能な召使と考えていたようである。ドイツ陸軍の中に機械化師団を作るのには賛成だったが、それが行きすぎて歩兵部隊の装備に支障をきたすことには反対だった。
1938年3月には上級大将に昇進。この頃ブロンベルク・フリッチュ解任事件が発生。冤罪で同性愛者疑惑をかけられて陸軍総司令官の座を追われたフリッチュに対する処遇についてアドルフ・ヒトラーに抗議している。親衛隊の陰謀と確信したフリッチュから決闘状を親衛隊全国指導者ハインリヒ・ヒムラーに送り届けることを頼まれ、ルントシュテットはその決闘状を数週間持ち歩いたもののヒムラーに届ける気になれず、フリッチュを説得して決闘状を引っ込めさせたという。
1938年9月には第2軍司令官に就任。ズデーテン危機の際には参謀総長ルートヴィヒ・ベックと連名でヒトラーに対して戦争を招きかねない外交は慎むよう求める手紙を送った。10月のズデーテン併合の際には軍集団司令官に任じられ、ズデーテンラントへの進駐を指揮した。
しかしこの直後の10月31日に退役を命じられた。退役にあたって彼が大佐時代に連隊長を務めていた第18歩兵連隊から名誉連隊長の肩書を贈られた。彼はこれに大変感謝し、元帥となった後も大佐（連隊長）の制服に元帥の階級章を付けることが多かった。

ルントシュテットが名誉連隊長の上衣に付けていた襟章（佐官用）と肩章（元帥の階級章）

### 第二次世界大戦

#### 対ポーランド戦

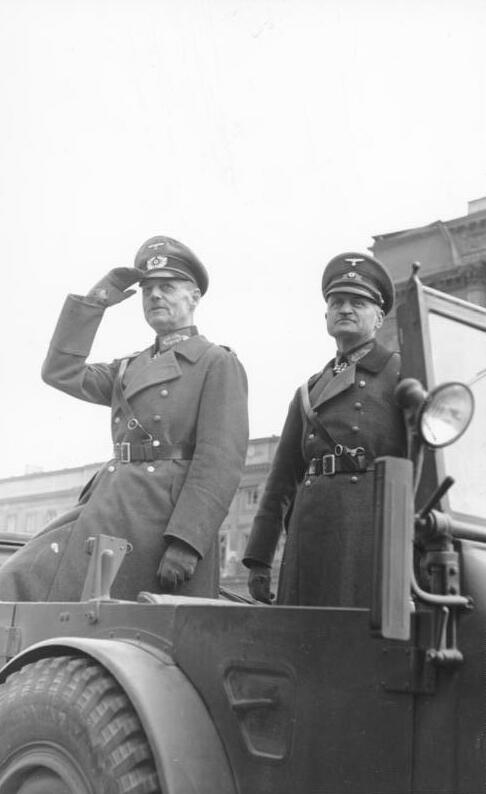
閲兵するルントシュテット（敬礼している人物）とヨハネス・ブラスコヴィッツ（1939年10月2日、ワルシャワ）

1939年5月、ポーランド侵攻を計画していたヒトラーの求めに応じて現役復帰した。同年9月に始まる対ポーランド戦には南方軍集団司令官として参加した。南方軍集団には第8軍、第10軍、第14軍の3軍が属し、第8軍と第10軍はシュレージエン地方から、第14軍はスロバキアからポーランド領へ侵攻した。南方軍集団には4個装甲師団が配され、それらはすべてワルシャワへの最短距離の位置にいる第10軍に属した。第10軍がワルシャワへ向けて急進撃した。9月9日に第8軍がポーランド軍から反撃を受けたが、ルントシュテットとその参謀長エーリヒ・フォン・マンシュタイン中将の的確な状況判断によりこれを退けた。ポーランド戦での戦功を賞されて、9月30日に騎士鉄十字章を受章した。ポーランド戦後にはポーランド占領軍を統括する東方総軍司令官（Oberbefehlshaber Ost、OB Ost）に任じられ、10月20日にエルヴィン・フォン・ヴィッツレーベンが後任に就くまでの短期間務めた。

#### 対フランス戦

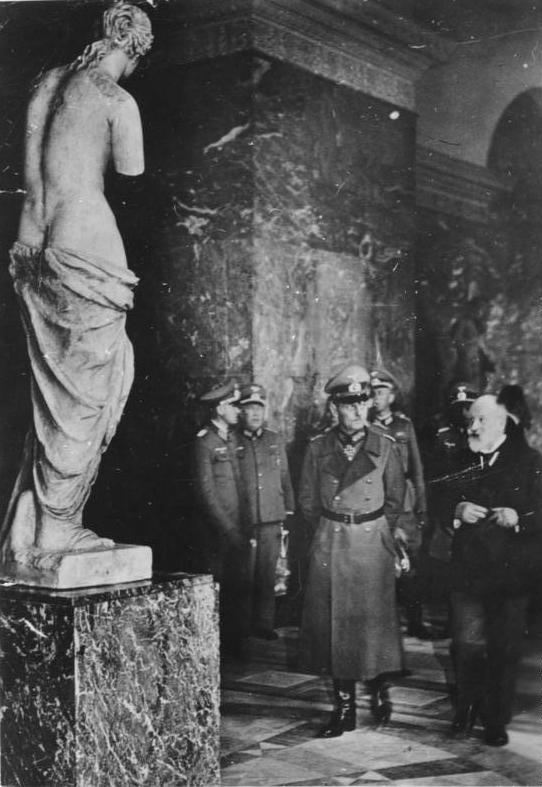
1940年11月ドイツ軍占領下パリ。ルーブル美術館の学芸員からミロのヴィーナスの説明を受けるルントシュッテット元帥。

対フランス戦に備えて1939年10月15日にルントシュテットはA軍集団司令官に任じられた。引き続きマンシュタインがルントシュテットの下で参謀長を務め、彼が対フランス作戦を立案することとなった。
A軍集団はマジノ線への正面攻撃を避けてアルデンヌの森林地帯を突破、フランドルに展開する英仏連合軍をフランス本土から切り離して孤立させる役割を担うこととなった。したがってA軍集団には3つの軍集団の中で最も戦力が集められ、ドイツ軍10個装甲師団のうち7個装甲師団までがA軍集団に配置された。
1940年5月に対フランス戦が開始された。A軍集団はハインツ・グデーリアン中将の第19装甲軍団を中心にしてアルデンヌ森を通過してフランス領へなだれ込み快進撃を続けた。作戦中グデーリアンは介入が多い直接の上官エヴァルト・フォン・クライスト大将（装甲集団司令官）と激しく対立したが、ルントシュテットが巧みに仲裁し、グデーリアンに行動の自由を与えた。結果グデーリアンの装甲軍団は英仏海峡に到達し、作戦通りフランドルの連合軍を孤立させることに成功した。しかしアラスの戦いでの英軍の激しい反撃により慎重になったルントシュテットは、ヒトラーによる全装甲部隊へのダンケルク進撃停止命令に賛同してしまい、結果フランドルの連合軍に「ダンケルクの撤退」を許してしまった。
続く南フランスへの攻勢ではA軍集団はグデーリアンの装甲集団を主力に快進撃を続けた。フランスは6月22日に降伏した。
1940年7月19日、対仏戦勝利の勲功としてヒトラーがルントシュテットら12名の軍人を元帥に任じた。同年10月、フランス占領軍を統括する西方総軍司令官（Oberbefehlshaber West、OB West）に任じられた。英本土に上陸するアシカ作戦が発動される際はルントシュテットのA軍集団がロンドンを陥落させることになっていたが、ドイツ空軍がバトル・オブ・ブリテンに敗れたためアシカ作戦は実行されなかった。

#### 独ソ戦

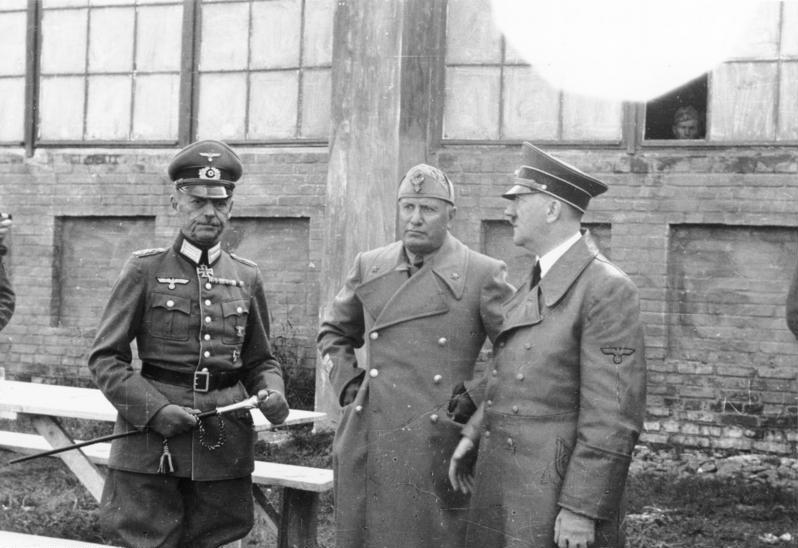
1941年、ロシア。名誉連隊長姿のルントシュテット、ムッソリーニ、ヒトラー。

1941年6月22日から始まったバルバロッサ作戦（独ソ戦）では南方軍集団司令官を務めたが、進軍路の地形や装甲部隊の配備の少なさ、敵の主力と対峙することになったことなどから、迅速な包囲殲滅ができず、北方軍集団や中央軍集団より進撃が遅れることとなった。
7月にキエフに包囲網をかけ、中央軍集団のグデーリアン装甲集団の増援を受けて9月に同市を陥落させることに成功した。キエフ戦でソ連軍は52万人以上の兵力を失い、ソ連軍西南方面軍司令官ミハイル・キルポノス大将も戦死した。ソ連に壊滅的な大打撃を与えはしたが、これによってモスクワ攻撃を2か月近くも遅らせてしまった。
冬季に入ってロストフの戦いでヒトラーの後退禁止命令に反してロストフからの戦術的後退を行ったことから12月にヒトラーから南方軍集団司令官職を罷免された。しかし後任となったヴァルター・フォン・ライヒェナウやライプシュタンダルテ師団長ヨーゼフ・ディートリヒから説得をうけてヒトラーも自らの判断の誤りを認め、ルントシュテットの早期復帰を約束した。

#### 西部戦線

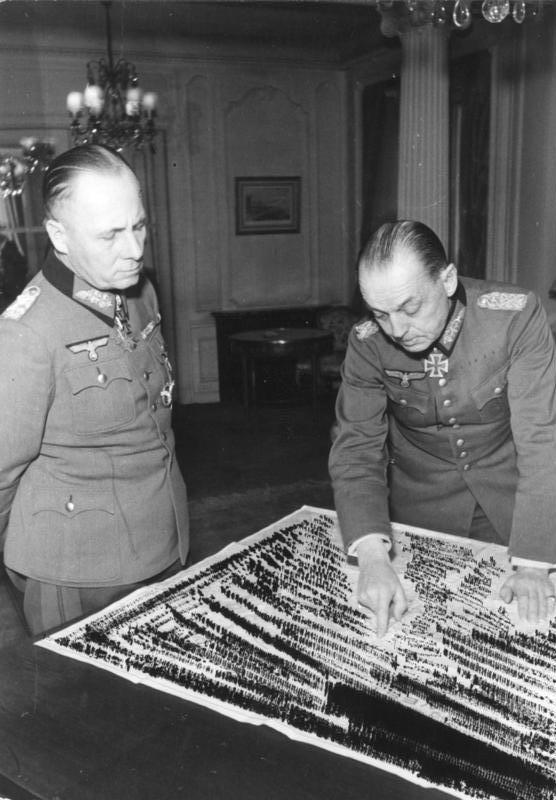
ロンメル元帥との作戦会議（1943年12月19日、パリ）

1942年3月に西方総軍司令官に復帰し、米英軍によるフランスへの小規模な上陸作戦（ディエップ奇襲上陸）を撃退した。北アフリカ戦線において米英軍がアルジェリアに上陸したことを受けて1942年11月11日にヴィシー・フランスを占領した。続く1943年には西方総軍は比較的平穏であり、ルントシュテットも執務の合間に英語のミステリ小説や冒険小説を随分読んだという。
しかし米英軍によるフランス上陸の危険が高まってくるとそんな暇もなくなり、配下のB軍集団司令官エルヴィン・ロンメル元帥とともに敵の上陸阻止のための作戦協議に没頭した。フランス沿岸に大西洋の壁を建設させたが、この際にロンメルはノルマンディーに上陸してくると予想していたのに対して、ルントシュテットはカレー上陸と予想していた。またルントシュテットは、連合軍を上陸させてから野戦でこれを装甲部隊で叩く案をもっていたので、要塞建設を無駄と考えていたのに対し、ロンメルは水際撃滅を主張し要塞建設に賛成だった。しかし結局ヒトラーはノルマンディーよりカレーを重視する策を支持した。結果、1944年6月に行われたノルマンディー上陸作戦の際にドイツ軍主力は海岸から離れ過ぎており有効な反撃ができなかった。1944年初頭からの空襲により北フランスの輸送機関は徹底的に破壊されてしまっていたし、制空権も常に連合軍に奪われていた。沿岸陣地は大軍を投入した米英軍により1日で突破され、またルントシュテット案の反撃作戦も圧倒的な米英空軍の激しい攻撃で頓挫することになる。敗北を確信したルントシュテットは6月30日にヒトラーの元に参じて早期講和を求めた。この時、カイテルの伝言に対し「降伏しろ、愚か者！」と突っ撥ねていた。 
これに激怒したヒトラーは7月2日に彼を西方総軍司令官職から罷免した。
同月ヒトラー暗殺未遂事件が発生した際、ルントシュテットは国防軍長老として「名誉法廷」の一員となり、暗殺計画加担者の不名誉除隊を決めた。これにより加担者たちは、軍法会議ではなくローラント・フライスラー長官の人民法廷で不当に裁かれて処刑された。
ギュンター・フォン・クルーゲ元帥の自殺以降に西方総軍司令官とB軍集団司令官を兼務していたヴァルター・モーデルより「両司令官職を務めるのは難しい」と直訴を受けたヒトラーは、9月にルントシュテットを西方総軍司令官に復帰させた。西方総軍司令官に復帰したルントシュテットはジークフリート線の再強化を行い、連合軍の侵攻に備えた。
10月17日のロンメルの国葬には総統代理として出席し、ロンメルを称える弔辞を述べた。なおルントシュテットは戦後にロンメルの死を巡る事情について当時は知らなかったと主張している。
ヒトラーの提案した大規模な攻勢案に対してそのような野心的な目的を達成できる兵力は残されていないと反発したが、受け入れられず、B軍集団ヴァルター・モーデル元帥と共に「ラインの守り作戦」を立ててそれを指揮することとなった。こうして12月16日からアルデンヌ攻勢（バルジの戦い）が開始された。北方からの攻勢軍ではヨアヒム・パイパー率いるパイパー戦闘団が先頭に立って進軍するもスタヴローで停止してしまい、要領よく立ち回った米軍によって孤立させられてしまった。南方からの攻勢軍は要衝バストーニュをめぐって米軍と激戦したが、バストーニュの米軍は持ちこたえ、12月26日にジョージ・パットン将軍の第3軍が独軍空挺部隊の攻撃を排除しながら強行軍でバストーニュに到着したことで攻略は不可能となった。ルントシュテットは12月24日にアルデンヌ攻勢の失敗を確信し、ヒトラーに撤退を具申したが却下された。やむなく1945年1月3日に再びバストーニュの米軍に攻勢に出たが、その日のうちに撃退された。以降ドイツ軍は防戦一方となり、後退を続けることとなり、ついに2月7日にはドイツ領へ侵攻を開始されてしまう。そして3月、レマーゲン鉄橋が米軍に奪取された責任を問われて罷免された。

### 戦後

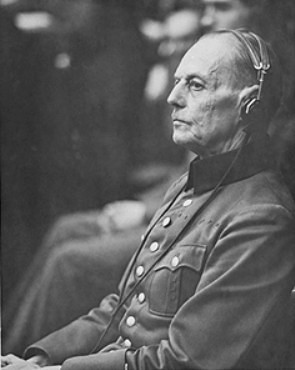
ニュルンベルク裁判において証人として出廷するルントシュテット（1946年）

敗戦直前の1945年5月1日にバイエルン州バート・テルツ(de)において息子のハンス・ゲルト・フォン・ルントシュテット少尉とともにアメリカ軍第36歩兵師団によって捕虜にされた。5月10日にイギリスに身柄を引き渡され、イギリス軍事法廷に戦犯として起訴された。理由は1942年6月21日に捕虜にした英軍のコマンド部隊員をスパイとしてゲシュタポに引き渡したことが違法命令とされたためだった。
しかし、高齢のルントシュテットには裁判に耐えられるだけの体力は無く、取り調べ中も何度か心臓発作を起こしている。1949年5月5日にルントュテットは心臓病を理由に裁判前に釈放され、1953年2月24日ハノーファーで死去した。
ルントシュテットは1941年7月から12月に南方軍集団司令官としてユダヤ人虐殺に関与していた可能性も指摘されているが、不問にされて正確には調査されていない。

## 人物
「最後のプロイセン軍人」としばしば呼ばれるように、ユンカーであり、保守的な人物だったが、グデーリアンの装甲師団構想や電撃戦については理解を示していたようである。ただし、ノルマンディー上陸作戦では現代戦争で最も重要な制空権を軽視したことから十分に防ぐことが出来なかった。
ヒトラーに直言できる数少ない将軍の1人で、楯突いて解任される度に重要なポストにつけられたことからヒトラーも煙たがりながら敬意を抱いていたようである。軍人としては卓越した能力というよりは、存在自体が指揮下の軍人の精神的支柱になっていたといえる。
ミステリー小説ファン、特にアガサ・クリスティの英語原文のファンであったらしく、執務室で読んでいたが、人が入ってくると机の引き出しに隠していたという逸話も残っている。
隠れて読んでいるつもりでも、ミステリーファンであることは部下達に知れ渡っていた。そして、物事をなんでも深読みしすぎる傾向が出てきて、戦争後半に誤判断が目立つようになると、「推理小説の読みすぎで考え方がおかしくなった」と陰口を叩かれている。

## キャリア

### 階級
- 1892年3月22日、士官候補生 (Fähnrich) [5]
- 1893年6月17日、少尉 (Sekondelleutnant)[5][53]
- 1902年10月1日、中尉 (Oberleutnant) [5][53]
- 1909年3月24日、大尉 (Hauptmann)[5]
- 1914年11月28日、少佐 (Major)[5][54]
- 1920年10月1日、中佐 (Oberstleutnant)[5][54]
- 1923年2月1日、大佐 (Oberst)[5][54]
- 1927年11月1日、少将 (Generalmajor)[5][54]
- 1929年3月1日、中将 (Generalleutnant)[5][54]
- 1932年10月1日、歩兵大将 (General der Infanterie)[5][54]
- 1938年3月1日、上級大将 (Generaloberst)[5][54]
- 1940年7月19日、元帥 (Generalfeldmarschall)[5][54]

### 受章
- 鉄十字章
  - 1914年版二級鉄十字章[55]
    - 1939年版二級鉄十字章略章[55]

  - 1914年版一級鉄十字章[55]
    - 1939年版一級鉄十字章[55]

  - 騎士鉄十字章（1939年9月30日）[6]
    - 柏葉章（1944年7月1日）[6]
    - 剣章（1945年2月18日）[6]
- 第四級王冠勲章(de)（プロイセン王国）[55]
- 剣付ホーエンツォレルン家勲章（プロイセン王国）（1917年）
- 四級剣付軍功勲章及び四級剣・王冠付軍功勲章(de)（バイエルン王国）（1915年8月9日）[55]
- 剣付アルブレヒト勲章第一級騎士十字章(de)（ザクセン王国）[55]
- 戦争功労十字章(de)（リッペ＝デトモルト侯国）[55]
- 白き隼勲章騎士十字章(de)（ザクセン＝ヴァイマル＝アイゼナハ大公国）[55]
- 三級軍功十字章戦争章(de)（オーストリア＝ハンガリー帝国）[55]
- 1938年10月1日記念メダル(1938年)
- 国防軍勤続章1級から4級(de)
- ガリポリ星勲章（tr）（オスマン帝国）
- イタリア王冠勲章大十字章(it)（イタリア）
- ミハイ勇敢公勲章1級から3級(ro)（ルーマニア）